# Котик, Богдан Дмитриевич
Богдан Дмитриевич Котик (6 ноября 1936 — 14 августа 1991) — украинский государственный деятель, председатель Львовского горисполкома (1989—1991), депутат Верховной Рады Украины I созыва (1990—1991).

## Биография
Родился 6 ноября 1936 года в селе Лука Львовского воеводства Польской Республики, теперь — Золочевского района Львовской области в крестьянской семье.
В 1963 году окончил Львовский политехнический институт.
Кандидат экономических наук (1981).
Член КПСС с 1962 года.
В 1963—1974 годах находился на комсомольской и партийной работах.
В 1974—1986 годах работал директором завода «Биофизприбор» во Львове.
В 1986—1989 годах — директор завода «Искра» во Львове.
В январе 1989 года избран председателем Львовского горисполкома, а в марте 1990 года переизбран на эту должность депутатами Львовского городского совета первого демократического созыва.
Первым среди председателей областных центров УССР инициировал принятие решения об украинской национальной символике, в частности поднятия желто-голубого флага над Львовской ратушей.
Под его председательством Львовский горисполком принял постановления о разрешении на демонтаж во Львове памятника В. И. Ленину, праздновании на улицах Львова Рождества и походы вертепов, общее Крещение на площади Рынок при участии верующих всех религиозных конфессий, основании городской газеты «Ратуша», проведении по улицам города более 200-тысячной манифестации верующих УГКЦ с требованием передачи ей соборов св. Юра и Преображения.
18 марта 1990 года был избран депутатом Верховной Рады Украины I созыва от Радянского (Советского) избирательного округа № 262 (Львов). Как депутат Верховной Рады, много сделал для принятия Закона о местном самоуправлении Украины утверждения государственного языка и символики.
Умер во Львове 14 августа 1991 года. Похоронен во Львове на Лычаковском кладбище.

## Награды
- Два ордена Трудового Красного Знамени
- Орден Дружбы народов.